# Pěnkavák (hora)
Pěnkavák (německy Finkenhübel) je pahorek v Žitavské pánvi s nadmořskou výškou 410,6 m. Nachází se v pahorkatině u města Großschönau v Zemském okrese Zhořelec v německé spolkové zemi Sasko na hranici s Českem.

## Popis
Téměř bezlesá čedičová hora v katastru obce Großschönau se tyčí nad údolími řek Mandavy na severu a Lužničky na jihu a na západní straně tvoří mírné údolí Karlovský potok (něm. Karlsdorfer Bach).
Asi 300 m západně od vrcholu prochází česko-německá státní hranice, západní svah kopce leží v katastru českého města Varnsdorf.
Na severním úpatí kopce se nachází vlakové nádraží Varnsdorf.
Bývalý lom v Jahnsbergu je dnes na ploše 0,4 ha chráněn jako území přírodní památka.

## Historie
Po jihozápadním svahu Pěnkaváku vedla obchodní stezka zvaná Plunderstraße z Waltersdorfu přes Starý Varnsdorf do Seifhennersdorfu. Poté, co tuto dříve (od roku 1409) nelegální cestu v roce 1611 použil král Matyáš do Budyšína, dostala název Královská stezka (Königsweg).